# Tågarp
Tågarp is een plaats in zowel de gemeente Svalöv als de gemeente Landskrona in Skåne de zuidelijkste provincie van Zweden. De plaats heeft 434 inwoners (2005) hiervan wonen 425 in de gemeente Svalöv en 9 in de gemeente Landskrona en een oppervlakte van 42 hectare hiervan ligt 41 hectare in de gemeente Svalöv en een in de gemeente Landskrona.

## Verkeer en vervoer
Bij de plaats loopt de Länsväg 110.
De plaats heeft een station aan de spoorlijn Rååbanan.